# Conservatore-restauratore

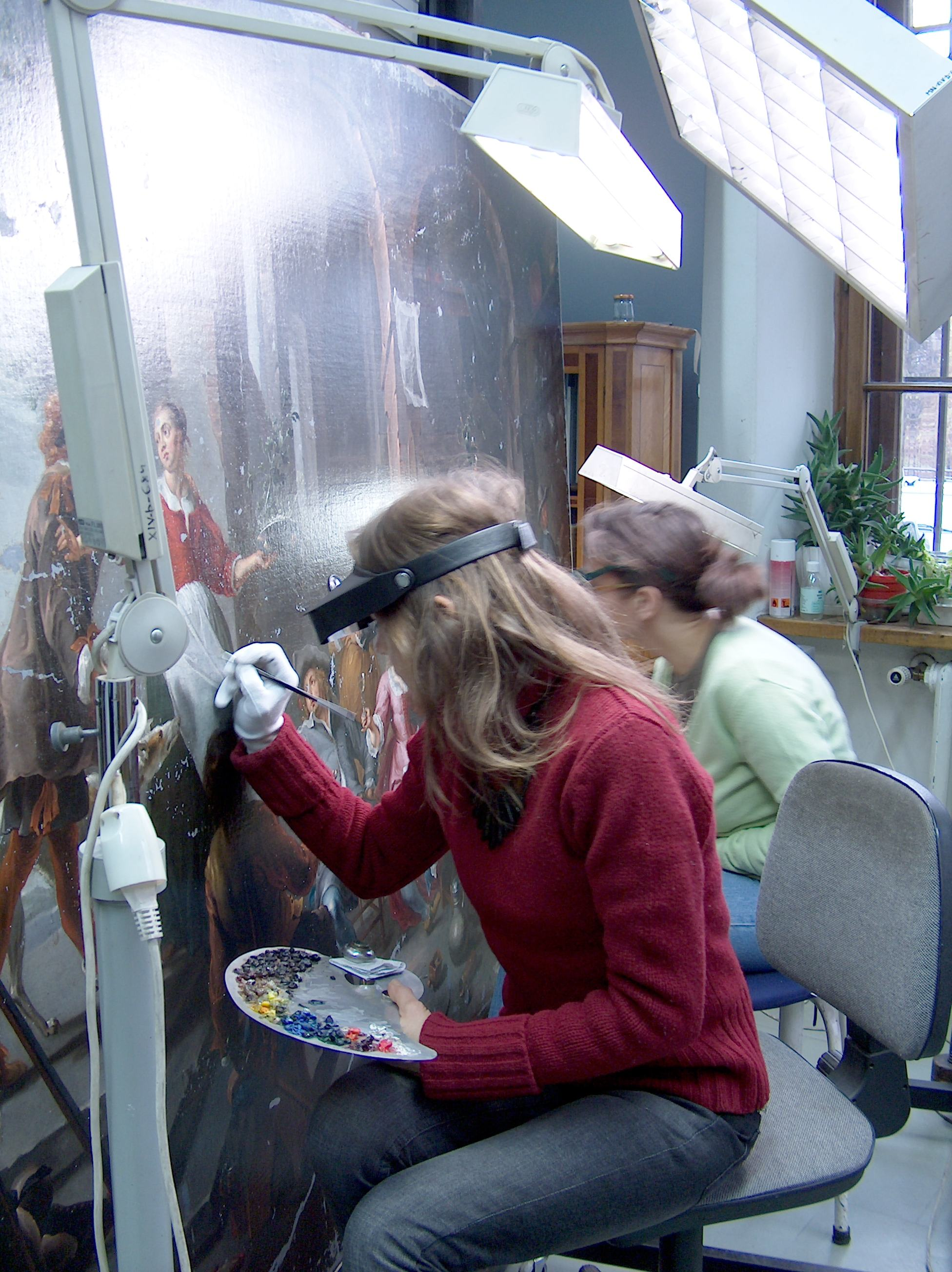
Restaurazione di un dipinto

Un conservatore-restauratore è un professionista responsabile della conservazione dei beni artistici e culturali. I conservatori possiedono la competenza per preservare il patrimonio culturale in modo da preservare l'integrità dell'oggetto, dell'edificio o del sito, compreso il suo significato storico, il contesto e gli aspetti estetici o visivi. Questo tipo di conservazione viene effettuato analizzando e valutando le condizioni dei beni culturali, comprendendo i processi e le prove di deterioramento, pianificando la cura delle collezioni o le strategie di gestione del sito che prevengono i danni, eseguendo trattamenti conservativi e conducendo ricerche. Il lavoro di un conservatore è quello di garantire che gli oggetti della collezione di un museo siano mantenuti nelle migliori condizioni possibili, oltre a servire la missione del museo di portare l'arte davanti al pubblico.

## Conservazione e restauro
In sostanza, il termine "conservazione" si riferisce a una modalità di cura o trattamento che ripara i danni e agisce anche per prevenire o rallentare l'ulteriore deterioramento di un oggetto. Il termine "restauro" si riferisce a una modalità di cura o trattamento in cui l'obiettivo è riportare un oggetto al suo aspetto o funzione originale. Il "restauro" può far parte della cura e del trattamento di un oggetto ed è un sottoinsieme del termine generico "conservazione". Entrambi i termini entrano in gioco quando si tratta del trattamento e della cura di tutto il patrimonio culturale.

## Responsabilità e doveri

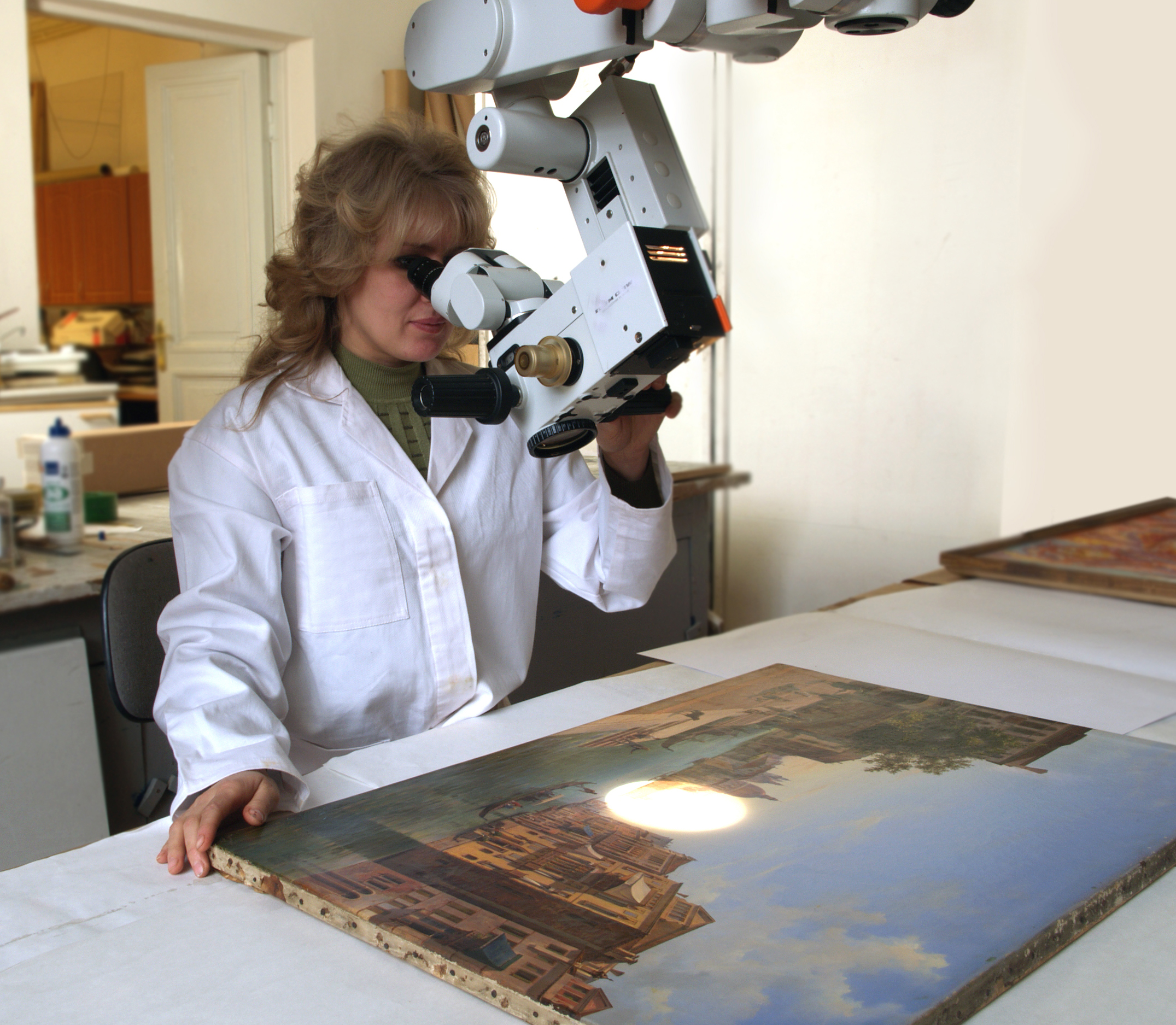
Utilizzo del microscopio per esaminare le condizioni di un'opera d'arte.

Conservatori e restauratori si prendono cura, gestiscono, trattano, preservano e documentano molti oggetti storici diversi, inclusi manufatti, opere d'arte ed esemplari. 
- Esaminare i manufatti, sia visivamente che utilizzando strumenti scientifici come raggi X, fotografia a infrarossi e analisi microscopiche per determinare l'entità e le cause del deterioramento[6]. La scienza della conservazione (a volte chiamata scienza museale) aiuta ogni aspetto della missione di un museo per studiare le sue collezioni, sia all'interno che all'esterno del laboratorio[3].
- Mantenere registri completi di conservazione documentando le condizioni di un oggetto o sito, inclusi eventuali lavori di restauro precedenti e delineando in dettaglio metodi e materiali di trattamento[6]. La documentazione garantisce l'accurata registrazione delle procedure e dei materiali di trattamento in modo che non possano esserci equivoci in futuro su ciò che fa parte dell'opera d'arte originale e ciò che è stato aggiunto o modificato dal conservatore[3].
- Produrre una registrazione visiva dell'oggetto a scopo identificativo e per illustrarne le condizioni[6]. L'esame dell'oggetto, la proposta di trattamento e il trattamento vero e proprio sono documentati con relazioni scritte e fotografie[4].
- Monitoraggio e registrazione delle condizioni di esposizione e conservazione con l'obiettivo di mantenere gli oggetti in condizioni stabili[6]. La preservazione è l'obiettivo finale della conservazione. Tenendo conto dei possibili stress quotidiani causati dall'ambiente in cui si trova un oggetto, i conservatori dei musei fanno del loro meglio per preservare l'arte per le generazioni a venire[3].
- Proporre e stimare i costi dei trattamenti per arrestare il degrado e stabilizzare un manufatto[6]. I conservatori presentano una proposta di lavoro da eseguire nonché una relazione sull'ultimazione del trattamento[4].
- Restauro volto ad avvicinare un oggetto o una struttura deteriorata o danneggiata ad un aspetto o funzione precedente o presunta. Sebbene i conservatori non possano riprodurre esattamente l'aspetto originale, sono in grado di prendere decisioni altamente informate su come restaurare un oggetto se identificano i materiali con cui è stato realizzato e ne comprendono appieno le proprietà[3].
- Organizzare la logistica di progetti a lungo termine e collaborare con altri conservatori. Questa collaborazione può avvenire quando i beni sono in prestito o quando è necessario un aiuto esterno per progetti di conservazione complessi.
- Elaborazione di soluzioni creative per pulire, supportare e riparare oggetti sensibili[6]. In definitiva, così come ogni oggetto è unico, ogni decisione di conservazione deve essere considerata a sé stante e caso per caso[3].
- Sviluppare e mantenere standard adeguati all'interno dell'area specialistica[6]. Le informazioni critiche possono andare perdute e un oggetto danneggiato in modo permanente quando le cose vengono curate senza linee guida e informazioni di base[4].
- Tenersi aggiornati sulle più recenti tecniche e pratiche di conservazione, attraverso la ricerca e la formazione[6]. La conservazione è una professione giovane, il che significa che continua ad evolversi nel tempo e i conservatori devono essere in grado di tenersi aggiornati con le ultime tendenze.
- Consulenza sulle procedure per l'esposizione e il viaggio sicuri di materiali culturali. I conservatori dei musei si impegnano a mantenere l'integrità di ogni opera d'arte per tutta la sua vita, ogni volta che viene maneggiata, conservata, esposta o spedita in altri luoghi per mostre[3].
- Dirigere e supervisionare il personale curatoriale, tecnico e studentesco nella movimentazione, montaggio, cura e conservazione di oggetti d'arte[6]. Altri dipartimenti del museo si rivolgono a conservatori e restauratori per indicazioni sulle procedure di sicurezza quando si tratta di oggetti nella collezione del museo.
- Consigliare procedure di conservazione, come il controllo della temperatura e dell'umidità, al personale curatoriale e dell'edificio[6]. Il passo più importante che si può compiere per garantire la conservazione di qualsiasi collezione è creare un ambiente di esposizione e conservazione sicuro che non causi ulteriore deterioramento degli oggetti[4].

## Conoscenze e competenze
- Conoscenza pratica del vocabolario della conservazione e della metodologia scientifica per esaminare efficacemente un oggetto, valutarne lo stato, comprenderne la storia e articolarne le esigenze.
- Deve possedere una solida conoscenza dei precetti filosofici espressi nel Codice Etico e nelle Linee Guida per la Pratica dell'AIC (AIC Code of Ethics and Guidelines for Practice, negli Stati Uniti[7]) per poter formulare un trattamento. Il conservatore deve comprendere che è importante rispettare l'integrità dell'oggetto e che le sue azioni non devono mettere a repentaglio la sua conservazione a lungo termine.
- Comprensione e apprezzamento dei valori estetici, culturali, economici, storici, politici, religiosi, scientifici e sociali di oggetti, edifici e siti. Questa comprensione e apprezzamento sono di fondamentale importanza quando si elaborano piani, strategie e trattamenti di preservazione e conservazione.
- Conoscenza pratica di come i materiali che costituiscono il patrimonio culturale sono stati acquisiti, modificati, lavorati o fabbricati e di come le tecniche e i processi artigianali o di produzione si sono evoluti nel tempo.
- Possedere la conoscenza delle proprietà chimiche e fisiche e del comportamento a lungo termine di un'ampia gamma di materiali e se questi ultimi sono stati utilizzati nella fabbricazione originale di un oggetto o nel suo successivo trattamento e conservazione.
- Deve essere consapevole delle problematiche che emergono dal modo in cui i materiali culturalmente significativi saranno accessibili o utilizzati dalla società.
- Conoscenza del contesto in cui viene utilizzato il patrimonio culturale, poiché il contesto può essere di fondamentale importanza per comprenderne le condizioni, formulare un trattamento appropriato e raccomandare cure future.
- Conoscenza della sicurezza sul posto di lavoro e deve svolgere la propria attività nel rispetto delle normative federali, statali e logiche.
- Conoscenza operativa dei principi scientifici applicati alla conservazione, compreso come accedere e utilizzare la letteratura scientifica e come valutare la validità della ricerca pubblicata nella conservazione e in campi affini.
- Capacità di riconoscere e comprendere i cambiamenti che si verificano nel patrimonio culturale nel tempo ed essere in grado di distinguere la causa dei cambiamenti (naturale, chimica, fisica, biologica o per influenza umana).
- Esperto nei molti modi in cui la luce, l'umidità relativa, la temperatura e gli inquinanti possono influenzare la conservazione a lungo termine del patrimonio culturale e deve avere familiarità con tecniche, attrezzature e risorse che possono aiutare nella gestione di questi importanti fattori ambientali
- Capacità di condurre un esame sicuro e approfondito dei materiali culturali al fine di raccogliere informazioni rilevanti sulla loro condizione e formulare un piano appropriato per la conservazione e il trattamento.
- Sapere quali strumenti e tecniche sono appropriati, quanto ampio dovrebbe essere l'esame e come o se eseguire un campionamento esterno, intrusivo e occasionalmente distruttivo.
- Comprendere gli scopi della documentazione ed essere informato e competente nei metodi appropriati di documentazione scritta e pittorica, nonché nel mantenimento e nella conservazione dell'insieme delle informazioni prodotte durante l'esame e il trattamento.
- Consapevolezza dei vari metodi di trattamento disponibili e dei loro effetti sui diversi tipi di patrimonio culturale, sulla base della comprensione delle condizioni, dell'uso naturale, del significato culturale, storico e scientifico e, se applicabile, dell'intento dell'artista o del creatore.

## Istruzione e formazione

### Istruzione universitaria e post-laurea
I conservatori possono ricevere formazione attraverso apprendistati, stage e programmi di laurea. Per essere accettati in un corso di laurea negli Stati Uniti, dovranno soddisfare alcuni prerequisiti universitari. Ciò include corsi universitari in scienze, discipline umanistiche (storia dell'arte, antropologia e archeologia) e studio d'arte. Alcuni programmi di laurea possono anche richiedere stage, volontariato, apprendistato o esperienza di conservazione retribuita. Molti potrebbero anche richiedere un colloquio personale in cui ai candidati viene chiesto di presentare un portfolio di progetti artistici e di conservazione che dimostri destrezza manuale e familiarità con tecniche e materiali. I programmi di laurea richiedono generalmente da due a quattro anni di studio, che possono includere anche uno stage a tempo pieno nell'ultimo anno in cui gli studenti lavorano sotto la guida di conservatori esperti. Esiste anche un numero limitato di dottorandi. programmi per studi avanzati sulla conservazione. I programmi relativi alla conservazione sono descritti sui siti web dell'AIC, del National Council for Preservation Education (NCPE), e della Society of American Archivists (SAA). 

### Borse di studio post-laurea
Anche le borse di studio post-laurea sono state citate come esperienze preziose nel loro sviluppo professionale. Queste borse di studio forniscono ricerca intensiva, pratica e esposizione a personale professionale diversificato o collezioni significative. Alcune istituzioni che offrono borse di studio includono la Getty Foundation, lo Smithsonian's Museum Conservation Institute, e lo Straus Center dei musei d'arte di Harvard. 

### Sviluppo professionale continuo
La specialità della conservazione è in continua evoluzione e cambiamento, il che significa che i conservatori praticanti devono rimanere aggiornati sui progressi della tecnologia e della metodologia. I conservatori di solito ampliano le proprie conoscenze leggendo pubblicazioni, partecipando a riunioni professionali e iscrivendosi a workshop o corsi a breve termine. L'AIC offre numerosi workshop, conferenze, corsi ed esercitazioni online. Conservation OnLine (CoOL) offre anche risorse per i professionisti della conservazione.

## Aree di specializzazione

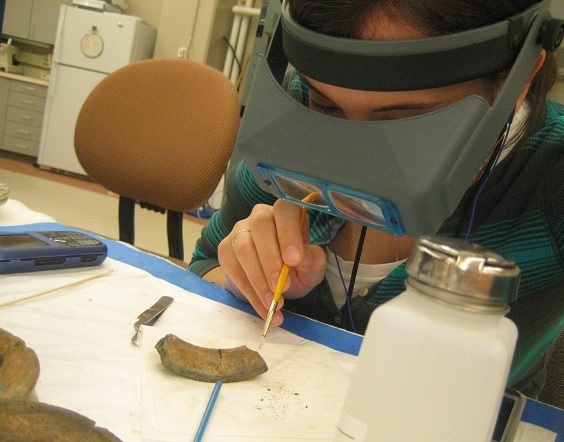
Un tecnico museale si occupa di un pezzo di ceramica antica.

Alcuni conservatori sono specializzati in un particolare materiale o gruppo di oggetti, come archeologia, ceramica e vetro, mobili e legno, dorature e superfici decorative, interni storici, metalli, dipinti, carta e libri, materiali fotografici, vetrate, pietre e pitture murali, tessuti, sculture, architettura, arte basata sul tempo e nuovi media. 
- Conservazione archeologica
- Conservazione architettonica
- Conservazione di libri, manoscritti e documentazione
- Conservazione della ceramica
- Conservazione del vetro
- Conservazione del giardino storico
- Conservazione del sito storico
- Conservazione dell'avorio
- Conservazione del metallo
- Conservazione degli strumenti musicali
- Conservazione della pittura
- Conservazione delle fotografie
- Conservazione dei tessili
- Conservazione dei mobili in legno
- Conservazione dei media basata sul tempo
- Conservazione dei nuovi media

## Etica
L'obiettivo primario dei conservatori e dei restauratori è la preservazione dei beni culturali. Per raggiungere questo obiettivo, i conservatori rispettano un codice etico e linee guida che stabiliscono i principi che guidano i professionisti della conservazione e tutti coloro che sono coinvolti nella cura dei beni culturali. Un esempio di codice etico e linee guida per la pratica sono stati creati dall'American Institute for Conservation of Historic and Artistic Works (AIC). Uno dei principi più importanti nel codice etico di un conservatore è che i trattamenti dovrebbero essere reversibili, il che significa che si deve essere in grado di annullare qualsiasi trattamento in futuro. I conservatori si sforzano di ridurre al minimo gli interventi e di non alterare completamente un oggetto durante il restauro. La conservazione si concentra sugli aspetti materiali dell'arte e il rispetto dei materiali originali rimane un elemento cruciale dell'etica del settore.

## Organizzazioni professionali
- American Institute for Conservation of Historic and Artistic Works (AIC)[14]
- Art Conservation[15]
- The Australian Institute for the Conservation of Cultural Material (AICCM)[16]
- International Council of Museums – Committee for Conservation(ICOM-CC)[17]
- International Institute for Conservation of Historic and Artistic Works (ICC)[18]
- Canadian Conservation Institute[19]
- Canadian Association for Conservation (CAC)[20]
- Institute of Conservation (UK)[21]